# Klutiana insularis
Klutiana insularis là một loài tò vò trong họ Ichneumonidae.